# Arandski jezici
Arandski jezici (Aranda), podskupina od 6 australskih jezika koji čine dio porodice pama-nyunga. Govore se u Sjevernom Teritoriju i Queenslandu, Australija. Predstavnici su:
- Alyawarr [aly], 1.450 (1996 popis).
- Andegerebinha [adg], 	10 (Wurm and Hattori 1981).
- Anmatyerre [amx], 1.220 (1996 popis).
- Zapadni Arrarnta [are], 1.000 (Wurm and Hattori 1981).
- Istočni Arrernte [aer], 3.820 (1996 census).
- Kaytetye [gbb], 200 (Black 1983).
- Ayerrerenge †

## Vanjske poveznice
- Ethnologue (14th)
- Ethnologue (15th)